# Vouël
Vouël es una comuna asociada de Tergnier y antigua comuna francesa, situada en el departamento de Aisne en Alta Francia.

## Historia
El dominio de Vouël se asoció inicialmente con el de Chauny. Propiedad de Carlos I, duque de Orleans, las dos propiedades pasaron a Philippe le Bon, duque de Borgoña en 1440, como parte del pago del rescate de Carlos I a los ingleses. Luego pasó por varias manos: pasó a la familia Orléans, luego en 1557 a Charles de Barbançon, alrededor de 1650, a Georges de Héricourt y, finalmente, al duque de Aumont.
Vouël era un importante lugar de culto protestante en la región de Laon. En 1870, Vouël fue teatro de la guerra franco-prusiana.
Vouël era una antigua comuna de Aisne. Desde el 1 de enero de 1974, es una comuna asociada a Tergnier y por lo tanto disuelta por el decreto de la prefectura del 3 de diciembre de 1973. 

## Geografía
Vouël se encuentra en una llanura, parte de cuyos suelos son calizos y arenas terciarias. Fue construido a lo largo de una calzada romana, llamada Chaussée Brunehaut , que iba de Soissons a San Quintín. Aquí se encuentra la "Butte de Vouël", una masa artificial de tierra cubierta de manzanos. Se trataría de un puesto de observación datado en época romana, parte de un conjunto de 5 montículos similares.

## Demografía

### Gráfica de evolución
| Gráfica de evolución demográfica de Vouël entre 1793 y 2021 |
|                                                             |
| Población según los censos de población del INSEE.          |